# Vescomtat de Lapurdi
El vescomtat de Lapurdi fou una jurisdicció feudal de Gascunya centrada a la ciutat de Baiona i abraçant el Lapurdi, que va existir del 1023 fins al 1103.
Es diu que el vescomtat fou creat pel rei Sanç III de Navarra el gran amb terrenys (llavor anomenats Lapurdum) que li havia cedit el duc de Gascunya, que devia ser Guillem II (duc 1010-1027). El navarrès el va donar al seu parent Llop Sanç que es pensa que pogué ser fill del rei Sanç de Viguera mort vers el 991 (Sanç era el fill del primer rei de Viguera Ramir I que va governar del 970 al 981, i el germà gran del darrer rei Garcia, que va morir vers 1030). El vescomtat comprenia el Lapurdi i les senyories d'Arberoa, Ortzaize, Donibane Garazi i Baigorri. A la mort de Llop vers el 1058, el vescomtat fou donat a son germà Fortun Sanç que també va heretar del rei Garcia de Viguera no el títol reial però si les senyories a La Rioja (Autol, Arnedo, Jubera, Ocón i Quel) i Cantàbria, i portà el títol de senyor de Nàjera; va morir el 1062 i el va succeir el seu net Fortun II que abans de ser vescomte de Lapurdi es titulava Vescomte d'Arberona (Arberoa?). Fortun II era fill de Sanç Fortun que havia mort dos anys abans que el seu pare (1060); ell mateix va morir el 1099. El seu fill Semen Fortun va morir a tot tardar el 1123 però no va portar el títol. Sembla que per aquell temps foren concedits títols vescomtals a algun senyor (per exemple el senyor de Belsunce fou creat vescomte de Macaia el 1145). Del 1099 al 1122 exerciren el govern Toda i Sanç Garcia d'Arberoa i finalment, un any, Garcia Sanç d'Arberoa. El fill de Semen Fortun, Bertran, fou el següent vescomte, va donar Saint Jean de Luz a l'església de Baiona (amb motiu del seu enllaç amb Ataresa d'Arberoa, i va morir el 30 d'octubre de 1169. La seva filla, Baiona es va casar amb el vescomte Guillem Ramon d'Orte (mort el 1180) i la successió va recaure en son germà Pere, però mort uns mesos després, va passar a l'altre germà Arnau. El 1170 aquest vescomte Arnau, rebel·lat contra els anglesos, va ser derrotat pel llavors príncep Ricard Cor de Lleó i va haver d'abandonar Baiona que va quedar segregada del Lapurdi i posada sota l'autoritat d'un prebost anglès (després fou incorporada a la senescalia de les Landes i finalment va passar al departament de Basses Pyrénées amb el principat de Bidache i la baronia de Louvigny, sense tornar al Lapurdi). Arnau es va instal·lar al Castell d'Uztaritze. El darrer vescomte fou Guillem Ramon de Salt, successor el 1192, que el 1193 va cedir els seus drets al rei Enric II d'Anglaterra

## Llista de vescomtes
- Llop Sanç 1023-1058
- Fortun I Sanç 1058-1062
- Fortun II Sanç 1062-1099
- Toda 1099-1123
- Sanç Garcia d'Arberoa 1099-1122
- Garcia Sanç 1122-1123
- Bertran Semen 1123-1169
- Pere Bertran 1169-1170
- Arnau Bertran 1170-1192
- Guillem Ramon senyor de Salt